# مراسم پیر شالیار

پیرشالیار

مراسم پیر شالیار در روستای هه‌ورامان (اورامان تخت) کردستان، هر سال در نیمه زمستان برگزار شده و عروسی «پیر شالیار» در سه روز جشن گرفته می‌شود. آرامگاه پیر شالیار که از مریدان شیخ عبدالقادر گیلانی بوده‌است در انتهای جاده‌ی آسفالته‌ اورامان قرار دارد. این مراسم شامل ذبح دام قربانی، دف زنی، خوردن آش مخصوص، و شب‌نشینی و تهلیل گفتن و دعا (ذکر)است.

## پیرشالیار
در نقل مردم هورامان مشهور است که اسم پیر شالیار، سید مصطفی بوده و از سادات به شمار می‌رود. در شجره‌نامه‌ سادات روستای کلجی واقع در شهرستان سروآباد که خود را نوادگان پیر شالیار می‌دانند، نسب وی چنین آمده‌است:
سید مصطفی، ابن سید معروف، ابن سید بابیل، ابن سید مسعود، ابن سید سلیمان، ابن سید فضل‌الله، ابن سید محمد، ابن سید محمد، ابن سید حسین، ابن سید احمد، ابن سید علی العریضی، ابن سید (الامام) جعفر صادق، ابن الامام محمد باقر، ابن الامام زین العابدین، ابن الامام حسین، ابن الامام الهمام علی ابن ابی طالب و فاطمه الزهراء، ورده الرسول المختار سیدنا.
که با احتساب این شجره‌نامه و همچنین حضور وی در حلقه‌ی مریدان شیخ عبدالقادر گیلانی که تاریخ‌نگار کُرد ماموستا عبدالکریم مدرس در کتاب «بنەماڵەی زانیاران» به آن اشاره کرده‌، وی در سده‌ی ششم هجری قمری می‌زیست. 
از  جمله‌ کراماتی که درباره‌ او روایت می‌کنند، ماجرای شفا یافتن «شاه بهار خاتون» دختر شاه بخارا است. در داستان، «شاه بهار خاتون» کر و لال است و همه‌ پزشکان از درمان او ناتوان می‌مانند تا این که آوازهٔ «پیر شالیار اورامی» به بخارا می‌رسد. پادشاه بخارا هم شرط کرده‌است که هر کسی دخترش را شفا دهد، او را به عقد وی درمی‌آورد؛ بالاخره عموی پادشاه با گروهی از اطرافیان پادشاه به سمت اورامان به راه می‌افتند تا دختر را نزد «پیر شالیار» ببرند. وقتی که نزدیک روستای «اورامان تخت» می‌رسند، گوش‌های دختر به‌طور آنی شنوا می‌گردند و وقتی به نزدیکی‌های خانه‌ «پیر شالیار» می‌رسند، صدای نعرهٔ دیوی توجه آنها را جلب می‌کند و سریع دیو از تنوره‌ای که هم‌اکنون اهالی به آن «تنوره دیوها» می‌گویند و نزدیک خانه «پیر شالیار» هست، بر زمین می‌افتد و کشته می‌شود. در این هنگام، زبان «شاه بهار خاتون» هم باز می‌شود و شروع به سخن گفتن می‌کند. پادشاه، دخترش را به عقد وی درمی‌آورد و مردم جشن عروسی بزرگی برای پیر شالیار و بهار خاتون برپا می‌کنند. به باور مردم بومی، مراسمی که امروز برگزار می‌شود، سالگرد همان روز است.

## مراسم جشن

دف زدن و ذکر کردن دراویش

شروع مراسم روز چهارشنبه است. این مراسم سه روز به درازا می‌کشد. نخست، از باغ پیر شالیار گردوهایی چیده شده و برای اهالی فرستاده می‌شود.
از همان صبح روز اول دامدارانی که دام‌های خود را برای قربانی در این مراسم نذر کرده‌اند، آنها را به جلو در خانه پیر شالیار می‌آورند تا توسط متولیان مراسم ذبح شوند. پس از ذبح قسمتی از گوشت‌ها را به عنوان تبرک در بین مردم پخش می‌کنند و بعضی از آن را هم برای غذای مراسم به خانه‌ پیر انتقال می‌دهند.
عصر دف‌ها را برای لحظاتی دیگر آماده می‌کنند. نزدیکی‌های ساعت ۲ الی ۳ مراسم شروع می‌شود. نوجوانان، جوانان و پیران، دست در دست هم زنجیره‌ای بزرگ تشکیل می‌دهند تا همبستگی خود را به نمایش بگذارند. در حین این رقص شادی (که به نوعی رقص عرفانی هم هست) برخی دف می‌نوازند و برخی قصیده‌هایی در ستایش پیامبر و ... می‌خوانند و گروه بزرگ رقص هم واژهٔ «الله» را زمزمه می‌کنند. 
در این سه روز مردم هورامان تخت کارهای خود را تعطیل می‌کنند و وقت خود را در این جشن باستانی صرف می‌کنند.
غذای مراسم (آش جو یا «هولوشینه تشی») همان غذایی است که ۹۵۰ سال پیش در مراسم پیر شالیار پخته شده است. بعد از خوردن غذا، مردم به خانه‌های خود می‌روند. آنان غذای مانده را به خانه‌ها می‌برند تا دیگر اعضای خانواده به عنوان تبرک از آن بخورند.

### شه وو  نیشتی
در روز آخر (خلاف دو روز پیش از آن که مراسم تا عصر بر پای است) مردم تا شب به رقص می‌پردازند و ساعاتی از شب را نیز در خانه‌ پیر شالیار می‌گذرانند (که به این شب (شب نشست شه وونیشتی) گفته می‌شود. 
در این شب سخنرانان به سخنرانی در مورد پیر شالیار و بحث‌های مذهبی و عرفانی می‌پردازند. پس از آن سرود یا قصیده‌ای خوانده می‌شود و جلسه با دعا به پایان می‌رسد.